# Martis (Sardinien)
Martis ist eine italienische Gemeinde in der Metropolitanstadt Sassari auf Sardinien mit 459 Einwohnern (Stand 31. Dezember 2023).

## Lage und Daten
Martis liegt 44 Kilometer östlich von Sassari, an der SS 127. Die Nachbargemeinden sind Chiaramonti, Laerru, Nulvi und Perfugas.
Die Bevölkerungszahl der Gemeinde Martis ist von 1.220 im Jahr 1961 auf 534 im Jahr 2013 zurückgegangen.

## Kultur und Sehenswürdigkeiten
Im Ortskern ist ein kleiner Palazzo aus dem 19. Jahrhundert erhalten sowie der Brunnen Fontana Nuova.
Sehenswert in Martis ist die Chiesa di San Pantaleo, die dem Patron der Gemeinde, dem Heiligen Pantaleo geweiht ist. Ligurische Baumeister errichteten diese Kirche Anfang des 14. Jahrhunderts.
Etwas östlich vom Ort liegen auf einer Wiese versteinerte Baumstämme.

## Verkehr
Martis hat eine Station an der Bahnstrecke Sassari–Palau, die im Sommer regelmäßig mit Zügen des Trenino Verde bedient wird. Die Züge verkehren von Sassari bis Tempio Pausania, von dort Verbindung nach Palau.